# Anna cieszyńska (ok. 1324–1367)
Anna cieszyńska (ur. ok. 1324, zm. 1367) – księżniczka cieszyńska z dynastii Piastów, księżna legnicka, jako żona Wacława I.
Była najstarszą córką księcia cieszyńskiego Kazimierza I i jego żony Eufemii, córki księcia mazowieckiego Trojdena I.
Około 1340 została wydana za mąż za Wacława I, księcia legnickiego. Z tego małżeństwa pochodzili:
- Rupert I,
- Wacław II,
- Bolesław IV,
- Henryk VIII,
- Jadwiga.

Anna została pochowana w kolegiacie Bożego Grobu w Legnicy.